# Hervé Granger-Veyron
Hervé Granger-Veyron (ur. 11 stycznia 1958 w Talence) – francuski szablista, dwukrotny medalista olimpijski i brązowy medalista mistrzostw świata.
Na igrzyskach olimpijskich w Los Angeles w 1984 roku wspólnie z Jean-Françoisem Lamourem, Pierre'em Guichotem, Franckiem Ducheix i Philippe’em Delrieu zdobył srebrny medal w zawodach drużynowych. W turnieju indywidualnym zajął czwarte miejsce, przegrywając walkę o medal z Peterem Westbrookiem z USA 5:10. Znalazł się w kadrze Francji na igrzyska olimpijskie w Seulu w 1988 roku, jednak ostatecznie nie wystartował w żadnej konkurencji. Brał również udział w igrzyskach olimpijskich w Barcelonie w 1992 roku, gdzie reprezentacja Francji w składzie: Jean-François Lamour, Jean-Philippe Daurelle, Franck Ducheix, Hervé Granger-Veyron i Pierre Guichot zajęła drużynowo trzecie miejsce. W rywalizacji indywidualnej tym razem nie startował.
Wywalczył ponadto brązowy medal w turnieju drużynowym podczas mistrzostw świata w Lozannie w 1987 roku. Był to jego jedyny medal w zawodach tego cyklu.